# 雅尼娜-克丽斯廷·格茨
雅尼娜-克丽斯廷·格茨（德語：Janina-Kristin Götz，1981年1月10日—），德国女子游泳运动员。她曾代表德国参加2004年夏季奥林匹克运动会游泳比赛，获得女子4×200米自由泳接力铜牌。